# 月光院
月光院（げっこういん、貞享2年（1685年） - 宝暦2年9月19日（1752年10月25日））は、江戸幕府の第6代将軍・徳川家宣の側室で、第7代将軍・徳川家継の生母。本名は勝田 輝子（かつた てるこ）で、家宣が死去してから月光院と呼ばれる。側室としての名は喜世（きよ）が知られる。また局としての名に左京の局（さきょうのつぼね）がある。

## 生涯
父は元加賀藩士で浅草唯念寺の住職勝田玄哲、母は和田治左衛門の娘。
初め京極家、次に戸田家に出仕し、後に4代将軍徳川家綱付きの御年寄・矢島局の養子であった矢島治太夫の養女に迎えられた。そして宝永元年（1704年）には徳川綱豊（後に家宣）の桜田御殿に出仕するようになった。
やがて喜世は綱豊から寵愛を受ける。その年の12月には5代将軍徳川綱吉の養嗣に綱豊が迎えられ、江戸城の西の丸に入ることになり、正室近衛熙子や喜世らの側室も西の丸に同行した。
宝永6年（1709年）には綱豊が家宣となり6代将軍に就任する。同年7月、喜世は男児（家宣の四男）を出産、鍋松と名付けられた。後の家継である。喜世も左京の局と呼ばれるようになった。また、右近の方（お古牟の方）が「一のお部屋様」、新典侍（お須免の方）が「二のお部屋様」と称されたのにならい、左京の方は「三のお部屋様」とも呼ばれた。この時、家宣には大五郎（家宣の三男）という側室の須免が産んだ子がいたが、宝永7年（1710年）に大五郎が3歳で急逝した。その2年後の正徳2年（1712年）10月に家宣が死去し、喜世は落飾して月光院と号した。大奥での順位は、先代御台所であり従一位の天英院（近衛熙子）が首座となり、月光院は次席となる。翌正徳3年（1713年）、家継に将軍宣下。月光院は従三位の位を賜った。
「徳川実紀」に記載はないが、『三王外記』には「章王（家継）幼く、月光夫人の所に在り。即ち昼夜無く詮房（間部詮房）独り之に従う、因りて夫人と通ず」とあり、間部詮房との艶聞が記載されている。
正徳4年（1714年）、月光院の右腕とも言える月光院付きの御年寄・江島が家宣墓参り代参の帰りに歌舞伎役者生島新五郎を宴会に招いて大奥門限に遅れ、これから江島生島事件が発生、江島は失脚・遠島処分（実際は大名預け）となり、月光院の勢力にも影響を及ぼした。
享保元年（1716年）、家継は風邪をこじらせて死去した。月光院が風邪を引いていた家継を無理に能楽鑑賞をさせたためとも言われる。その後の8代将軍には、家宣の遺言ということもあり、紀州徳川家から徳川吉宗が迎えられた。吉宗が延享2年（1745年）に引退の動きを見せると、第9代将軍に田安宗武を推すなど、晩年にも影響力を行使しようとしたともいわれる。
吉宗時代になると月光院は大奥を離れ、城内吹上御殿に移って年間8600両の報酬で暮らした。
宝暦元年（1751年）に吉宗の死を見届けた翌年、宝暦2年（1752年）に68歳で没する。法名は月光院理誉清玉智天大禅定尼。墓所は増上寺。
埋葬された増上寺で徳川将軍家の墓地が改葬された際に、遺骨の調査を担当した鈴木尚が中心となって編纂した『増上寺徳川将軍墓とその遺品・遺体』によれば、血液型はA型で、四肢骨から推定した身長は144.4センチメートルである。この鑑定によって、当時としては目元がかなりぱっちりとしていたこともわかっている。
月光院は和歌にも優れており、歌集『車玉集』を著している。
生家の勝田家は町医者から幕臣（旗本）に取り立てられ、3千石もの大身で旗本寄合席となった。

## 人物
『三王外記』などから間部詮房との風聞などで知られるようになり、そのためスキャンダラスな女性というイメージが強いが、実際には賢婦人で学問好きであり、家継の養育にも熱心な女性だったという。

## 関連作品
歌舞伎
- 元禄忠臣蔵 第5編『御浜御殿綱豊卿』（真山青果作、1940年1月初演）

小説
- 大奥婦女記（松本清張著、1957年、講談社刊）
- 続 徳川の夫人たち（吉屋信子著、1967年、朝日文庫刊）
- 元禄歳時記（杉本苑子著、1974年、講談社刊）
- 花鳥（藤原緋沙子著、2004年、廣済堂出版刊）
- 四十八人目の忠臣（諸田玲子著、2011年、毎日新聞社刊）

映画
- 元禄忠臣蔵（1941年・1942年・松竹 演：山路ふみ子）
- 絵島生島（1955年・松竹 演：高峰三枝子）
- 大奥㊙物語（1967年：東映 演：藤純子）　※役名は　おみの
- 大奥（2006年・東映 演：井川遥）

テレビドラマ
- 元禄忠臣蔵 お浜御殿綱豊卿（1958年・TBS 演：藤間紫）
- 浜御殿綱豊卿（1968年・毎日放送 演：坪内ミキ子）
- 大奥（1968年・関西テレビ 演：高峰三枝子）
- 徳川おんな絵巻（1970年・関西テレビ 演：毛利菊枝）
- 絵島生島（1971年・12CH 演：小畠絹子）
- 大奥恋物語（1971年・フジテレビ 演：冨士眞奈美）
- 吉宗評判記 暴れん坊将軍（1978年・テレビ朝日 演：阿井美千子）
- 徳川の女たち（悲恋お袖吉宗）（1980年・フジテレビ ライオン奥様劇場 演：西尾美栄子）
- お毒味役主丞 乾いて候（1983年・フジテレビ 演：長内美那子）
- 大奥（1983年・関西テレビ 演：いしだあゆみ→江波杏子）
- 乾いて候（1984年・フジテレビ 演：江波杏子）
- 徳川風雲録 御三家の野望（1986年・テレビ東京 演：萩尾みどり）
- 暴れん坊将軍III（1988年・テレビ朝日 演：池波志乃）
- 大忠臣蔵（1989年・テレビ東京12時間超ワイドドラマ 演：立花理佐）
- 八代将軍吉宗（1995年・NHK大河ドラマ 演：名取裕子）
- 炎の奉行 大岡越前守（1997年・テレビ東京 演：斉藤絵里）
- 大奥スペシャル（もうひとつの物語）（2006年・フジテレビ 演：井川遥）
- 大岡越前2時間スペシャル（2006年・TBS 演：伊藤榮子）
- 忠臣蔵 瑤泉院の陰謀（2007年・テレビ東京新春ワイド時代劇 演：吹石一恵）
- 徳川風雲録 八代将軍吉宗（2008年・テレビ東京新春ワイド時代劇 演：桜井幸子）
- 忠臣蔵の恋〜四十八人目の忠臣〜（2016年・NHK土曜時代劇 演：武井咲）
- 大奥 最終章（2019年・フジテレビ 演：小池栄子）

テレビ番組
- 歴史秘話ヒストリア「愛と悲しみの大奥物語」（NHK総合、2016年5月6日、演：白間美瑠（NMB48））